# Увеанці

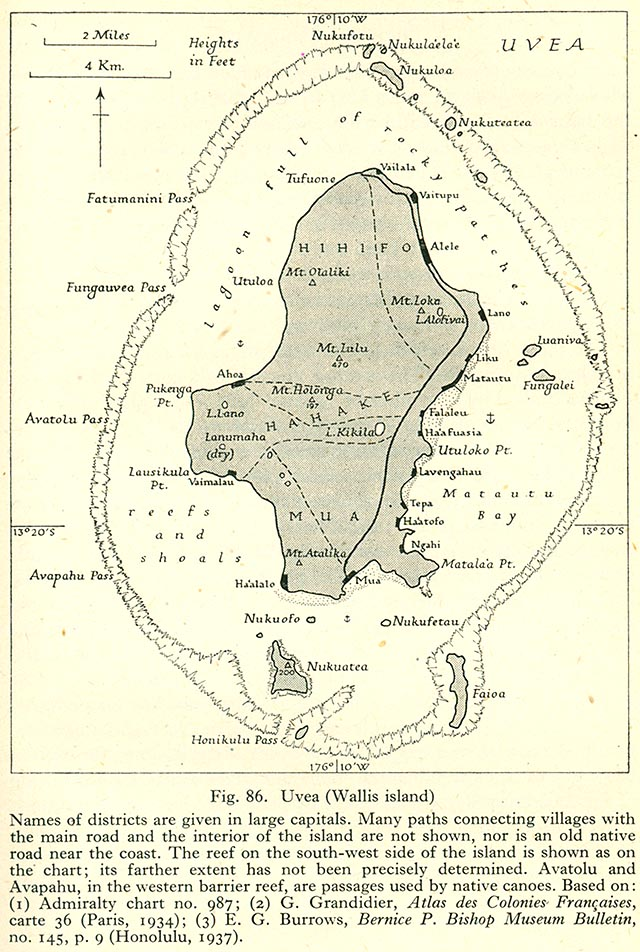
Острів Увеа

Увеа (увеанці, воллісці) — народ в Західній Полінезії, батьківщиною якого є острови Волліс і Футуна. Велика частина проживає в Новій Каледонії (куди вони іммігрують в основному з Волліс і Футуна); живуть також на Фіджі і Вануату (острів Футуна). Загальна чисельність бл. 20 тис. чол (Іванова 1999: 558) і на острові Увеа. Раніше увеа Нової Каледонії (як і футуна Вануату) виділяли в самостійні групи - західні увеа і західні Футуна, відносячи їх до зовнішніх полинезийців (тобто етносів, основна територія проживання яких знаходиться за межами Полінезії). Західні увеа і західні футуна відносилися до аборигенних етносів відповідно Нової Каледонії і Нових Гебрид.

## Мова
Переважна більшість увеа говорить на східній увеа (волліській); увеа, що населяють Нову Каледонію - на західній увеа (австронезійська сім'я, східноокеанійська група). У незначній мірі поширена також французька мова (Іванова 1999: 558).

## Традиційна соціальна організація
Поселення увеа управляються радою сільських вождів і всіх дорослих чоловіків. Традиційна патріархальна велика сім'я включає в себе кілька моногамних сімей з дітьми. Королям і вождям увеа дозволена полігінія. Поширені левірат і сорорат (Іванова 1999: 558). Післящлюбне поселення, як правило, патрилокально. Система термінів спорідненості генераційна. Рахунок спорідненості білатеральний, з пріоритетом чоловічій лінії (Потапов 1956: 607).

## Релігія
У 1837 р на острові Увеа висадився французький місіонер Батайон, якому після кількох років наполегливої боротьби з опором місцевого населення вдалося прищепити увеа християнство (Океанія 1982: 375). В наш час більшість увеа - католики; традиційні вірування (шаманізм, культ предків, анімізм, шанування цілого пантеону богів і легендарних героїв) поступово витісняються (Іванова 1999: 558).

## Традиційне житло
Традиційні житла увеа - кам'яні будинки стовпової конструкції з двосхилим дахами, вкритими пальмовим листям, овальні в плані. Циновки використовуються як для устилання підлоги, так і в якості стін. Село увеа складається з окремих садиб для великих сімей (Іванова 1999: 558).

## Побут, традиційні заняття, традиційний одяг та культура
Традиційними заняттями увеа є підсічно-вогневе (кокосова пальма, цукрова тростина, банан, апельсин, арроврут, тютюн) та поливне (кукурудза, рис) землеробство, прибережне рибальство, збиральництво, полювання, тваринництво. Серед ремесел розвинені плетіння вінків і циновок, виготовлення риболовних сітей, а також намист (Іванова 1999: 558).
Жінки увеа носять спідниці і пов'язки на стегнах з тапи або рослинних волокон. Сучасний одяг як чоловіків, так і жінок - запашна спідниця, а також блузка та сорочка. Знаком доблесті і мужності у чоловіків є татуювання від грудей і спини із зображенням птахів та рослин. Як правило, і чоловіки, і жінки увеа коротко стрижені (Потапов 1956: 609).
Найбільш помітним проявом традиційної духовної культури увеа є усний фольклор, зокрема, епічні пісні, в яких оспівуються легендарні герої, до яких зводять своє походження деякі знатні роди (Потапов 1956: 610).